# 尤尼昂鎮區 (愛荷華州布萊克霍克縣)
尤尼昂鎮區（英語：Union Township）是位於美國愛荷華州布萊克霍克縣的一個行政鎮區。

## 地方資料
根據2010年美國人口普查的數據，尤尼昂鎮區的面積為47.33平方千米，當中陸地面積為46.70平方千米，而水域面積為0.63平方千米。當地共有人口941人，而人口密度為每平方千米19.88人。